# Csukaháza
Csukaháza (1899-ig Csukalócz, szlovákul: Čukalovce, ukránul: Csukalivci) község Szlovákiában, az Eperjesi kerület Szinnai járásában.

## Fekvése
Szinnától 13 km-re északra, A Keleti-Beszkidek völgyében fekszik.

## Története
A 18. század végén Vályi András így ír róla: „CSÚKALOCZ. Csukalovce. Tót falu Zemplén Vármegyében, földes Ura Okolitsányi Uraság, lakosai ó hitűek, fekszik a’ Szinai járásban, határja két nyomásbili, ’s ha trágyáztatik meglehetősen terem, réttyei jók, de szoross, malma helyben, itatója alkalmatos, vagyonnyait eladhattya Homonnán, fája nem lévén, harmadik Osztálybéli.”
Fényes Elek 1851-ben kiadott geográfiai szótárában így ír a faluról: „Csukalócz, orosz falu, Zemplén vgyében, Papina fiókja, 14 róm., 505 g. kath., 6 zsidó lak. Gör. templom. 787 h. szántóföld. F. u. gr. Csáky. Ut. p. Homonna.”
Borovszky Samu monográfiasorozatának Zemplén vármegyét tárgyaló része szerint: „Csukaháza, azelőtt Csukalócz. Ruthén község 72 házzal és 436 gör. kath. vallású lakossal. Postája és távírója Szinna, legközelebbi vasúti állomása Homonna. Mindvégig a homonnai uradalomhoz tartozott, de a mult század elején a Csáky grófok, majd a Lónyayak lettek az urai. Most nincs nagyobb birtokosa. Ősi templomának építési idejét a hagyomány a XIV. századba teszi, de a mostani gör. kath. templom 1826-ban épült.”
1920 előtt Zemplén vármegye Szinnai járásához tartozott.

## Népessége
| Év:            | 1994. | 2004.   | 2014.    | 2024.    |
| -------------- | ----- | ------- | -------- | -------- |
| Emberek száma: | 169   | 153     | 175      | 156      |
| Eltérés:       |       | -9,46 % | +14,37 % | -10,85 % |

| Év:            | 2023. | 2024.  |
| -------------- | ----- | ------ |
| Emberek száma: | 160   | 156    |
| Eltérés:       |       | -2,5 % |

1910-ben 409, túlnyomórészt ruszin anyanyelvű lakosa volt.
2001-ben 143 lakosából 82 ruszin, 50 szlovák és 10 ukrán volt.
2011-ben 158 lakosából 85 ruszin, 58 szlovák és 11 ukrán volt.

## Nevezetességei
- Görögkatolikus temploma 1740-ben épült.
- Ortodox temploma.